# Seddera capensis
Seddera capensis är en vindeväxtart som först beskrevs av Ernst Meyer och Jacques Denys Denis Choisy, och fick sitt nu gällande namn av Schinz. Seddera capensis ingår i släktet Seddera och familjen vindeväxter. Inga underarter finns listade i Catalogue of Life.